# Lorraine Gordon
Lorraine Gordon, rozená Stein, (15. října 1922 Newark – 9. června 2018 New York) byla americká podnikatelka. V roce 1942 se provdala za Alfreda Liona, spoluzakladatele vydavatelství Blue Note Records. Později se rozvedli a ona si vzala Maxe Gordona, zakladatele jazzového klubu Village Vanguard. V 80. letech pracovala v Brooklynském muzeu. Po smrti svého manžela (1989) převzala do svých rukou klub Village Vanguard. V roce 2006 vydala autobiografickou knihu Alive at the Village Vanguard: My Life In and Out of Jazz Time. V roce 2013 získala ocenění NEA Jazz Masters. Zemřela v roce 2018 ve věku 95 let.